# Kent Football League 2012–13
Kent Football League 2012–13 (còn có tên là Hurliman Kent Football League 2012–13 vì lý do tài trợ) là mùa giải thứ 47 trong lịch sử Kent Football League, một giải đấu bóng đá ở Anh.

## Premier Division
Premier Division bao gồm 15 đội thi đấu mùa trước cùng với 2 đội bóng mới:
- Rochester United (trước đây là Bly Spartans), thăng hạng từ Kent Invicta Football League.
- Whyteleafe, xuống hạng từ Isthmian League Division One South.
- Chỉ ở mùa giải này, FA dự định thăng hạng đội xếp thứ 2 trong 6 giải đấu Bậc 5 sau: Combined Counties League, Eastern Counties League, Essex Senior League, Kent League, Spartan South Midlands League và Sussex County League. Việc này nhằm đáp ứng sự mở rộng của Isthmian League Divisions One North và South từ 22 lên 24 đội mỗi hạng đấu.[1] Hai đội bóng được lên hạng dựa theo số điểm mỗi trận,[2] và hai đội á quân tốt nhất đó là VCD Athletic (Kent Football League) và Guernsey (Combined Counties League). Còn 3 đội bóng – Aylesbury United (Spartan South Midlands League), Redhill (Sussex County League) và Barkingside (Essex Senior League) – cũng được chấp nhận lên hạng bởi 17 May, nhờ vào sự rút lui hoặc không lên hạng của đội bóng nào đó.
- Từ giải đấu này, chỉ có Erith & Belvedere, Erith Town, Tunbridge Wells, VCD Athletic và Whyteleafe đăng ký lên hạng.[3][4]

### Bảng xếp hạng
| XH | Đội                       | Tr | T  | H | T  | BT  | BB  | HS  | Đ  | Lên hay xuống hạng                                     |
| -- | ------------------------- | -- | -- | - | -- | --- | --- | --- | -- | ------------------------------------------------------ |
| 1  | Erith & Belvedere (C) (P) | 32 | 23 | 7 | 2  | 113 | 45  | +68 | 76 | Lên chơi tạiIsthmian League Division One North 2013–14 |
| 2  | VCD Athletic (P)          | 32 | 23 | 5 | 4  | 97  | 31  | +66 | 74 | Lên chơi tạiIsthmian League Division One North 2013–14 |
| 3  | Erith Town                | 32 | 19 | 4 | 9  | 74  | 40  | +34 | 61 |                                                        |
| 4  | Corinthian                | 32 | 17 | 8 | 7  | 74  | 37  | +37 | 59 |                                                        |
| 5  | Lordswood                 | 32 | 17 | 7 | 8  | 60  | 56  | +4  | 58 |                                                        |
| 6  | Whyteleafe                | 32 | 16 | 6 | 10 | 67  | 49  | +18 | 54 |                                                        |
| 7  | Tunbridge Wells           | 32 | 15 | 7 | 10 | 82  | 43  | +39 | 52 |                                                        |
| 8  | Cray Valley Paper Mills   | 32 | 13 | 8 | 11 | 63  | 58  | +5  | 47 |                                                        |
| 9  | Canterbury City           | 32 | 12 | 7 | 13 | 52  | 58  | −6  | 43 |                                                        |
| 10 | Woodstock Sports          | 32 | 12 | 7 | 13 | 59  | 76  | −17 | 43 |                                                        |
| 11 | Beckenham Town            | 32 | 11 | 7 | 14 | 63  | 73  | −10 | 40 |                                                        |
| 12 | Deal Town                 | 32 | 11 | 6 | 15 | 58  | 65  | −7  | 39 |                                                        |
| 13 | Rochester United          | 32 | 12 | 2 | 18 | 52  | 70  | −18 | 38 |                                                        |
| 14 | Fisher                    | 32 | 7  | 7 | 18 | 41  | 71  | −30 | 28 |                                                        |
| 15 | Greenwich Borough         | 32 | 6  | 5 | 21 | 33  | 93  | −60 | 23 |                                                        |
| 16 | Holmesdale                | 32 | 5  | 6 | 21 | 34  | 83  | −49 | 21 |                                                        |
| 17 | Sevenoaks Town            | 32 | 3  | 1 | 28 | 28  | 102 | −74 | 10 |                                                        |

Cập nhật đến ngày 13 tháng 5 năm 2013
Nguồn: FA Full-Time, League Official
Quy tắc xếp hạng: 1. Điểm; 2. Hiệu số bàn thắng; 3. Số bàn thắng.
(VĐ) = Vô địch; (XH) = Xuống hạng; (LH) = Lên hạng; (O) = Thắng trận Play-off; (A) = Lọt vào vòng sau. 
Chỉ được áp dụng khi mùa giải chưa kết thúc: 
(Q) = Lọt vào vòng đấu cụ thể của giải đấu đã nêu; (TQ) = Giành vé dự giải đấu, nhưng chưa tới vòng đấu đã nêu.

### Kết quả
| S.nhà ╲ S.khách         | BEC | CAN | COR | CVP | DEA | E&B | ERI | FIS | GRE | HOL | LOR | ROC | SEV | TUN | VCD | WHY | WOO |
| Beckenham Town          |     | 1–3 | 1–0 | 2–0 | 3–0 | 0–6 | 2–2 | 1–2 | 4–3 | 1–1 | 3–1 | 2–3 | 3–5 | 5–4 | 0–7 | 3–1 | 0–1 |
| Canterbury City         | 1–1 |     | 1–0 | 2–2 | 2–1 | 2–2 | 3–0 | 1–0 | 1–0 | 2–0 | 1–2 | 3–1 | 3–0 | 1–3 | 3–0 | 1–3 | 6–1 |
| Corinthian              | 3–3 | 4–1 |     | 3–1 | 6–0 | 1–1 | 2–1 | 6–1 | 3–1 | 2–3 | 1–2 | 4–1 | 4–0 | 1–0 | 1–1 | 1–2 | 2–2 |
| Cray Valley Paper Mills | 2–2 | 5–0 | 1–1 |     | 3–3 | 1–2 | 1–5 | 0–2 | 3–1 | 0–0 | 3–0 | 4–1 | 3–1 | 1–9 | 0–2 | 2–0 | 2–4 |
| Deal Town               | 5–4 | 4–1 | 1–2 | 1–0 |     | 1–2 | 1–3 | 3–2 | 6–0 | 5–1 | 0–1 | 3–1 | 5–0 | 2–4 | 1–2 | 0–3 | 1–1 |
| Erith & Belvedere       | 3–2 | 3–2 | 4–2 | 4–4 | 5–2 |     | 3–1 | 3–2 | 7–0 | 3–3 | 3–3 | 6–1 | 4–0 | 2–0 | 2–2 | 1–2 | 8–5 |
| Erith Town              | 3–1 | 3–2 | 0–1 | 0–4 | 2–0 | 4–3 |     | 4–3 | 8–0 | 4–0 | 1–2 | 4–1 | 3–0 | 0–0 | 0–2 | 3–0 | 2–3 |
| Fisher                  | 1–2 | 0–2 | 0–3 | 0–2 | 1–1 | 0–6 | 0–1 |     | 1–1 | 2–3 | 2–5 | 1–1 | 1–0 | 1–2 | 0–5 | 0–2 | 3–1 |
| Greenwich Borough       | 2–2 | 1–0 | 0–0 | 2–3 | 0–4 | 0–4 | 0–3 | 1–4 |     | 2–1 | 0–3 | 1–3 | 1–0 | 2–6 | 1–6 | 0–2 | 2–0 |
| Holmesdale              | 1–1 | 2–2 | 0–4 | 3–3 | 3–1 | 0–3 | 0–2 | 0–3 | 2–4 |     | 0–3 | 1–2 | 2–1 | 1–2 | 0–1 | 0–5 | 0–2 |
| Lordswood               | 1–0 | 1–0 | 1–1 | 4–0 | 3–0 | 0–0 | 0–4 | 1–1 | 2–2 | 4–1 |     | 3–1 | 2–1 | 1–4 | 0–0 | 2–4 | 2–2 |
| Rochester United        | 0–3 | 2–1 | 0–3 | 0–2 | 1–2 | 0–3 | 1–1 | 1–2 | 2–1 | 3–0 | 3–0 |     | 4–2 | 1–2 | 1–2 | 3–1 | 2–1 |
| Sevenoaks Town          | 2–6 | 1–1 | 2–4 | 1–6 | 0–1 | 0–5 | 0–3 | 4–0 | 0–1 | 2–3 | 1–3 | 1–4 |     | 0–6 | 1–4 | 1–5 | 1–3 |
| Tunbridge Wells         | 3–2 | 6–0 | 1–2 | 0–0 | 2–2 | 2–3 | 1–1 | 1–1 | 5–1 | 5–0 | 2–3 | 3–2 | 0–1 |     | 0–2 | 2–3 | 1–1 |
| VCD Athletic            | 5–1 | 5–0 | 3–0 | 1–0 | 1–1 | 2–4 | 0–2 | 2–2 | 6–2 | 4–1 | 9–2 | 1–4 | 4–0 | 1–0 |     | 2–0 | 6–0 |
| Whyteleafe              | 1–2 | 2–2 | 2–2 | 0–2 | 1–1 | 0–4 | 2–3 | 4–1 | 1–1 | 3–1 | 4–0 | 5–1 | 3–0 | 0–0 | 1–4 |     | 2–2 |
| Woodstock Sports        | 1–0 | 2–2 | 0–5 | 2–3 | 5–0 | 1–4 | 2–1 | 2–2 | 1–0 | 2–1 | 2–3 | 2–1 | 5–0 | 0–6 | 1–5 | 2–3 |     |

Cập nhật lần cuối: ngày 13 tháng 5 năm 2013.
Nguồn: FA Full-Time, League Official
1 ^ Đội chủ nhà được liệt kê ở cột bên tay trái.
Màu sắc: Xanh = Chủ nhà thắng; Vàng = Hòa; Đỏ = Đội khách thắng.